# Хамза-бег
Хамза-бег (умро после 1489.) је био први херцеговачки санџак-бег од 1469. до 1474. године. Столовао је у Фочи. 

## Биографија
Хамза-бегу су додељени хасови у Херцеговини који су припадали Иса-бегу Исаковићу. Хамза-бег је за херцеговачког санџак-бега именован 1469. године. У изворима се више пута помиње као "господар херцегове земље". Седиште му је било у Фочи. Из Фоче он 12. марта 1470. године шаље у Дубровник поклисара Херака Вранеша да из Дубровника доведе вештака због оставштине Стефана Вукчића Косаче. Исте године је Хамза-бег послао свог поклисара Хајрадина у Дубровник са султановим изаслаником да пренесу одлуку султана Мехмеда II да се херцеговим синовима Стефану и Влатку исплати очева заоставштина. Хамза-бег се 1471. године, након заузећа Почитеља, желео домоћи дубровачке Посреднице и Дријева. То је довело до погоршања односа између Турака и Дубровника. Турске чете су фебруара провалиле у дубровачку жупу и Конавли и похарале их. Дубровчани се на Хамза-бега жале Порти. Султан је наложио да се провере њихове тврдње. Он је 1472. године наредио Хамза-бегу да отвори путеве дубровачким трговцима и да им врати робу коју је одузео херцег Влатко. На положају херцеговачког санџак-бега Хамза-бега је наследио Синан-бег. Хамза-бег је у Фочи подигао малу богомољу. На двору је држао писара, дијака Радоњу. У изворима се последњи пут помиње 1489. године. Година смрти није позната. 